# Connecticut Agricultural Experiment Station
La Estación Experimental Agrícola de Connecticut en inglés: Connecticut Agricultural Experiment Station (CAES), es un complejo de laboratorios, invernaderos, y varias granjas de cultivo y experimentación. Estando su sede en el campus de New Haven, Connecticut.
La "Connecticut Agricultural Experiment Station" se encuentra enlistada en el National Register of Historic Places.